# Katherine Ashley
Katherine Ashley , född Champernowne 1502, död år 1565, var en engelsk guvernant, och senare nära vän och hovdam, till Elisabet I. Drottningen kallade henne Kat, och det är under detta smeknamn man ofta återfinner henne i litteraturen.

## Biografi
Katherine Champernownes härkomst är inte med säkerhet känd. Vissa källor hävdar att hon var dotter till sir John Champernowne of Dartington (1458–1503) och Margaret Courtenay (cirka 1459–1504), andra menar att hon var dotter till sir Philip Champernowne of Modbury (cirka 1479–2 augusti 1545) och Catherine Carew (1495–1545). Namnet härleds till byn Cambernon i Normandiet i Frankrike, som tidigare varit en del av de engelska kontinentala besittningarna. Katherines kusin var Joan Champernowne, som gifte sig med Henrik VIII:s betrodde tjänare Anthony Denny.

### I Elisabets tjänst
Efter att prins Edvard fötts flyttades Elisabets dåvarande guvernant lady Margaret Bryan till den lille prinsens hushåll, varvid Elisabet fick en ny guvernant, Blanche Herbert, lady Troy. Lady Troy blev kvar vid denna post fram till sent 1545, eller tidigt 1546. (Elisabets hushållsbok visar att hon senare understödde lady Troy med en pension). Katherine Ashley utsågs att ingå i lady Elisabets stab i juli år 1536. År 1537, när Elisabet var 4 år gammal, utsågs Katherine till Elisabets guvernant under lady Troy, och hon blev Elisabets älskade Kat och kom att fungera som en moderfigur för henne. 
Katherine Ashley hade uppenbarligen fått en ovanligt god utbildning, då hon kunde undervisa Elisabet i astronomi, geografi, historia, matematik, franska, italienska och spanska. Hon lärde även den unga Elisabet mer sysselsättningar som ansågs höra till kvinnorollen, såsom sömnad, broderi och dans. När hon var 6 år gammal kunde Elisabet sy en vacker skjorta som present till sin bror. Källorna slår fast att Katherine lärde Elisabet vett och etikett och Elisabet själv kom längre fram att hylla Katherines "stora ansträngningar att uppfostra mig i bildning och ödmjukhet" (“great labour and pain in bringing of me up in learning and honesty”). 
Efter Henrik VIII:s död 1543 bodde Elisabet med sin styvmor änkedrottning Katarina Parr och dennas nya make Thomas Seymour, och Katherine följde henne dit som Elisabets första hovdam eller Chief Gentlewoman, med Blanche Parry som sin närmaste underlydande. 
År 1545 gifte sig Katherine med sir John Ashley, som ingick i Elisabets uppvaktning. Sir John Ashley var en kusin till Elisabets mor, Anne Boleyn. Hon kvarstannade i Elisabets tjänst efter giftermålet. 
Katherine Ashley uppges i likhet med Katarina Parr först inte ha tagit Seymours uppvaktning av Elisabet på allvar, men ändrade senare uppfattning och blev orolig över hur det kunde påverka Elisabets rykte. År 1548 kom undersökningen om Thomas Seymour politiska komplotter. 
21 januari 1549 blev Ashley arresterad och fördes till Towern för att höras om eventuell iblandning. Trots ingående och detaljerade förhör implicerade Katherine Ashley vare sig Elisabet eller sig själv i Seymours aktiviteter, och hon förklarades oskyldig och kunde återvända till Elisabets tjänst i augusti, tretton dagar före Seymours avrättning. Hon bodde sedan hos Elisabet på Hatfield, där hon formellt hade överseendet över dennas linneförråd. 
Katherine Ashley tilläts inte följa med Elisabet när denna fängslades i Towern av Maria I år 1554. Hon fick tillstånd att göra Elisabet sällskap i oktober 1555, men greps i maj 1556 när förbjudna böcker hade upptäckts i hennes ägo. Hon fängslades i Fleet Prison på tre månader och förbjöds träffa Elisabet efter sin frigivning. 

### Elisabets regeringstid
När Maria I avled och Elisabet besteg tronen som drottning 1558 blev Katherine Ashley utnämnd till hennes första hovdam, First Lady of the Bedchamber, medan hennes make fick tjänsten Master of the Jewel Office. 
Ashley hade en stark och inflytelserik ställning vid hovet som drottningens främsta förtrogna, och fungerade som Elisabets informationskälla och som en mellanhand mellan monarken och supplikanter. Hon uppges ha medverkat till den strikt organiserade aristokrati som fungerade som ett stöd för Elisabets dominans över regeringen till dennas död. 
År 1562 försökte John Dymocke åstadkomma ett giftermål mellan Elisabet och Erik XIV, och fick hjälp i sin plan av Kat Ashley och Dorothy Bradbelt, som tillsammans författade ett hemligt brev till den svenska politikern "Nicholas Guildenstern" som ett led av planen, ett brev som uppsnappades av William Cecil. 
Det var en plan som kunde ha lett till allvarliga konsekvenser om andra personer varit inblandade, men Kat Ashley och Dorothy Bradbelt var alltför uppskattade av Elisabet för att några åtgärder skulle vidtas mot dem. 
Katherine Ashley avled fridfullt sommaren 1565. Elisabet ska ha besökt henne regelbundet på dödsbädden under hennes sjukdom, drabbats svårt av hennes död och sörjt henne djupt och uppriktigt. Hon efterträddes i sin tjänst av Blanche Parry.